# Jocelyne Cesari
Jocelyne Cesari (* 1962) ist eine französische Islamwissenschaftlerin.

## Leben
Sie erwarb am Institut für Politikwissenschaft der Universität Aix‐en-Provence das Doktorat 1991 in Politikwissenschaft und ebenda die Habilitation à diriger les recherches. Sie ist Inhaberin des Lehrstuhls für Religion und Politik und Forschungsdirektor am Edward Cadbury Center for the Public Understanding of Religion an der University of Birmingham.

## Schriften (Auswahl)
- Être musulman en France. Associations, militants et mosquées. Paris 1994, ISBN 3-924151-09-1.
- Faut-il avoir peur de l’Islam?. Paris 1997, ISBN 2-7246-0725-2.
- Musulmans et républicains. Les jeunes, l’islam et la France. Bruxelles 1998, ISBN 2-87027-702-4.
- When Islam and democracy meet. Muslims in Europe and in the United States. New York 2004, ISBN 0-312-29401-8.
- What Is Political Islam? Lynne Rienner Publishers, Boulder 2018, ISBN 978-1-62637-692-2.